# Arachnocampa richardsae
Arachnocampa richardsae är en tvåvingeart som beskrevs av Harrison 1966. Arachnocampa richardsae ingår i släktet Arachnocampa och familjen platthornsmyggor. Inga underarter finns listade i Catalogue of Life.